# Kepala Bandar
Kepala Bandar is een bestuurslaag in het regentschap Aceh Barat Daya van de provincie Atjeh, Indonesië. Kepala Bandar telt 1409 inwoners (volkstelling 2010).